# Waldemar Kawka
Waldemar Kawka (ur. 2 czerwca 1966 r. w Tomaszowie Lubelskim) – polski trener siatkarski. Od 20 lat związany z klubem siatkówki kobiet MKS Dąbrowa Górnicza, w którym pełni również funkcję wiceprezesa.
Jego syn Przemysław jej asystentem trenera Chemika Police.

## Życiorys
W liceum zaczął trenować siatkówkę w Tomasovii Tomaszów Lubelski. Występował w drużynie juniorskiej i seniorskiej, w trzeciej lidze. W 1989 r. ukończył Zamiejscowy Wydział Wychowania Fizycznego w Białej Podlaskiej ze specjalizacją trenerską. Po kilku latach trafił do Dąbrowy Górniczej, gdzie od połowy lat 90. trenował żeńską drużynę siatkarską - MKS Dąbrowa Górnicza. W 2004 r. prowadzona przez niego drużyna awansowała do I ligi kobiet, a w 2007 roku – do Ligi Siatkówki Kobiet. Po awansie MKS-u Dąbrowy Górniczej do ekstraklasy Waldemar Kawka miał roczną przerwę w trenowaniu pierwszej drużyny seniorskiej – w sezonie 2007/2008 klub prowadził Wiesław Popik. Od sezonu 2008/2009 Kawka wrócił na stanowisko I trenera, w kolejnych latach prowadzony przez niego zespół zdobywał kilkakrotnie medale mistrzostw Polski oraz dwukrotnie Puchar Polski. Kawka zrezygnował z prowadzenia MKS-u Dąbrowy Górniczej w listopadzie 2013 roku.
1 marca 2014 r. został dyrektorem sportowym MKS-u Dąbrowy Górniczej, a w maju 2014 r. – przewodniczącym Wydziału Szkolenia Śląskiego Związku Piłki Siatkowej. Po sezonie 2013/2014 odszedł z dąbrowskiego klubu, a w lipcu 2014 r. został trenerem/koordynatorem do spraw dzieci i młodzieży w BKS-ie Bielsko-Biała.
Od 2014 r. pracuje w Szkole Mistrzostwa Sportowego w Szczyrku, prowadził żeńskie reprezentacje młodzieżowe (m.in. reprezentacje minikadetek, juniorek i U-23).
Od 15 kwietnia 2015 roku II trener reprezentacji Polski siatkarek w sztabie Jacka Nawrockiego.
Zajmował się także siatkówką plażową – był szkoleniowcem Joanny Wiatr i Katarzyny Urban, które pod jego opieką odnosiły sukcesy w rozgrywkach juniorskich.

## Sukcesy
- Z drużyną MKS Dąbrowa Górnicza
  - sezon 2009/2010 –  3. miejsce w Mistrzostwach Polski
  - sezon 2011/2012 –  Puchar Polski
  - sezon 2011/2012 –  3. miejsce w Mistrzostwach Polski
  - sezon 2012/2013 –  Puchar Polski
  - sezon 2012/2013 –  2. miejsce w Mistrzostwach Polski
- Z parą Katarzyna Urban – Joanna Wiatr w siatkówce plażowej
  - 2004 –  mistrzostwo Polski kadetek
  - 2004 –  mistrzostwo Świata do lat 18
  - 2004 –  mistrzostwo Europy do lat 18
  - 2005 –  mistrzostwo Polski juniorek
  - 2005 –  wicemistrzostwo Świata do lat 19